# Sant Maurici de Sautó
Sant Maurici de Sautó és l'església parroquial del poble de Sautó, a la comuna del mateix nom, de l'Alt Conflent, a la Catalunya del Nord.
Està situada al costat del cementiri del poble, en el costat de ponent del centre del nucli urbà de Sautó.

## Història
L'església està documentada ja al 968, data d'un privilegi del papa Joan XIII que en confirma la dependència a l'abadia de Sant Miquel de Cuixà. L'edifici, romànic del segle XII, va ser restaurat entre el 1769 i el 1780.

## L'edifici
A l'església actual, fortificada, hom hi accedeix per una escalinata de pedra. És una església de nau única, coberta amb volta de canó llis apuntat, l'absis romànic de la qual va ser enderrocat el segle xviii i substituït per una capçalera rectangular, que conté una sagristia al costat nord. La porta, senzilla, feta amb un arc de mig punt, s'obre a la façana meridional, on hi ha també una finestra de doble esqueixada i arc de mig punt. Al frontis de ponent s'obre una segona finestra idèntica a la primera. L'aparell és molt acurat, fet de carreus de granit ben escairats i polits. Damunt del sector oest de l'església s'aixeca una torre quadrada, amb més aspecte de torre de defensa que de campanar, assentada damunt la roca del penyal on es troba. Té espitlleres, i al costat nord es conserva un fragment de la muralla del castell, en el qual s'integrava l'església. La part superior de la torre és fet amb aparell de més qualitat que la inferior, possiblement corresponent a la conversió de torre defensiva en campanar.

## Mobiliari
A l'interior, s'hi poden admirar els retaules del Sant Crist del segle xvii i, del segle xviii, els de la Verge i el de l'Altar Major. Unes altres peces d'interès són una creu processional del segle xvii feta de fusta, diverses escultures, entre les quals destaca una marededéu amb l'Infant, del segle xiv de fusta policromada; i calzes i encensers d'entre els segles XV i dinou.